# Ламбасіс (руїни)
35°17′31″ пн. ш. 6°09′08″ сх. д. / 35.2920° пн. ш. 06.1521° сх. д.
Ламбасіс або Ламбеса — це залишки стародавнього римського міста, що знаходиться в сучасному Алжирі, за 7 кілометрів на південний схід від м. Батна і за 17 км на захід від Тімгад і розташований поруч з сучасним селом Tazoult.

## Історія
Ламбасіс був заснований римськими військовими третього римського легіону приблизно між 123 та 129 рр. н. е., у час правління римського імператора Адріана. Проте, інші дані свідчать про те, що місто було засноване під час Пунічних воєн.
Певний час Ламбасіс був столицею новоствореної провінції Нумідія. В місті головним чином проживали романізовані бербери і частково римські колоністи з їх нащадками. Латинська мова була офіційною і широко використовувалась навіть берберами.
За правління Септимія Севера Нумідія стала окремою провінцією і управлялася імператорським прокуратором. Після реформ Діоклетіана Нумідія була розділена на дві провінції: північна стала Нумідія Cirtensis, з центром у Цірта, а південна — Нумідія Militiana або «Військова Нумідія», із столицею м. Ламбасіс. Тут розміщався римський легіон.

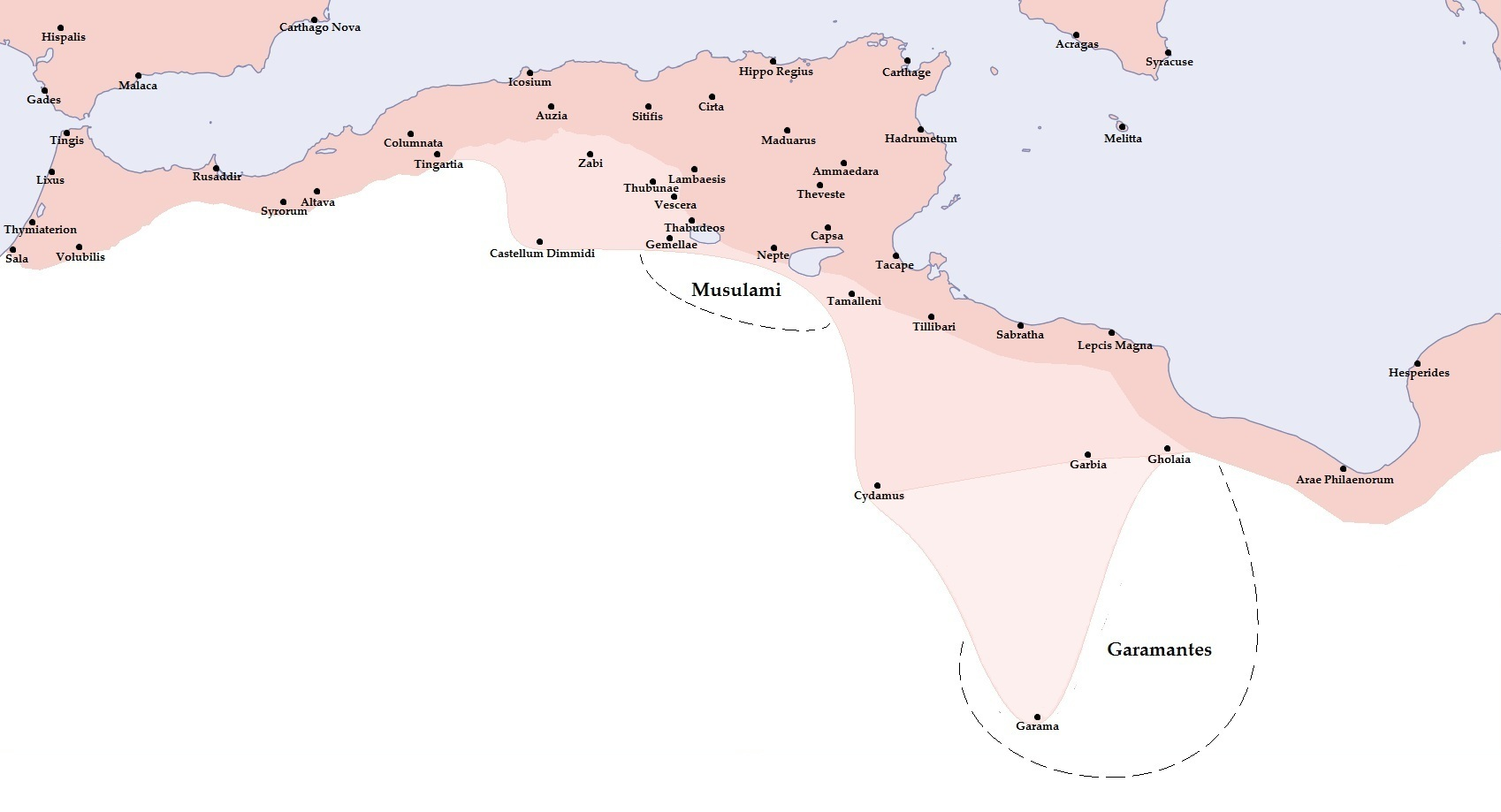
Римський Ламбасіс був розташований в центрі берберської Африки

Згодом, імператор Костянтин Великий об'єднав дві провінції в одну з центром у м. Цірта, яке зараз має назву Костянтин) на його честь.
Після захоплення вандалами у 428 р. н. е. місто починає повільно згасати. Цю також сприяло і опустелювання.
Візантійці зайняли Ламбасіс і околиці у VI столітті. У 683 році місто було завойоване арабами. Згодом, те, що залишилося від міста було назване Бар-ель-Молук.

## Руїни міста
Руїни римського міста, і особливо римського табору, незважаючи на те, що вони пережили вандалізм і руйнування, вважаються одними з найцікавіших руїн в Північній Африці.
Руїни міста складаються з тріумфальної арки на честь імператора Септимія Севера, храму, римського акведука, залишків амфітеатру та великої кількості кам'яної кладки приватних будинків.
|
На північ і схід розташовані великі кладовища на яких у первісному вигляді залишились кам'яні надгробки. Кладовище також розташовувалось і на захід від міста, але каміння було знищене під час будівництва сучасного села.
Від храму Асклепія залишився лише один стовп. Хоча ще в середині ХІХ століття його фасад ще був не зруйнований. Храм на честь Юпітера, Юнони і Мінерви нині представляє портик з вісьмома колонами.

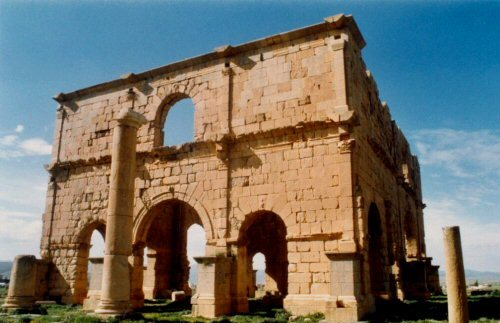
Руїни Ламбасіса станом на 2005 р.

Також тут було виявлено багато критих будівель, одна з яких була арсеналом. У ньому були виявлені тисячі снарядів. На південний схід міста знаходяться залишки лазень. У селі створено музей, у якому зберігаються об'єкти старовини, знайдені в околицях.
За два кілометри на південь від Ламбасіса знаходяться руїни давніх міст Маркуна і Верекунда, де можна побачити залишки двох тріумфальних арок.